# Время между нами
«Время между нами» (англ. Press Play) — художественный фильм режиссёра Грега Бьоркмана. В основе сценария рассказ Джоша Буна. Главные роли в фильме исполнили Клара Ругор, Льюис Пуллман, Лирика Окано и Дэнни Гловер. Премьера фильма в США состоялась 24 июня 2022 года. Он получил смешанные отзывы критиков.

## Сюжет
Подруга Лоры Хлоя знакомит её со своим сводным братом Харрисоном, который работает в музыкальном магазине Lost & Found. Вместе они посещают выступление группы «Japanese Breakfast». Она знакомится с владельцем музыкального магазина Купером. На пляже Харрисон дарит Лоре кассету, чтобы они могли создать микстейп. Они празднуют, узнав, что Лору приняли в наставники в сфере искусства. Он говорит о своём намерении переехать, чтобы учиться в медицинской школе, но его прерывает землетрясение. В доме Лора показывает ему свои работы. Родители Харрисона сообщают Лоре, что Харрисон собирается поступать в медицинский колледж на другом конце страны. Харрисон втайне говорит Лоре, что не хочет ехать, чтобы остаться с ней. Она говорит ему, что не хочет быть причиной, по которой он отказывается от своей мечты; он заверяет её в своём решении остаться. Они посещают её художественную выставку. В день его рождения они заканчивают рисовать фреску. На следующий день Харрисона сбивает машина. Лора уничтожает фреску и оставляет свой микстейп в Lost & Found.
Четыре года спустя Лора посещает свадьбу Хлои. Купер возвращает Лоре её кассету. Она идет домой, чтобы послушать её. После нажатия кнопки «play» Лора переносится на первое свидание с Харрисоном на концерте «Japanese Breakfast». Вскоре она возвращается в настоящее. Каждый раз, когда она нажимает кнопку воспроизведения, микстейп отправляет её в прошлое. Она делает это снова и оказывается на их свидании на пляже. Она предупреждает его о будущей смерти и убеждает его в этом, предсказав землетрясение за несколько секунд до того, как оно произошло. В настоящем она понимает, что влияет на будущее, узнав, что Хлоя вышла замуж не за своего суженого, а за другого, несносного мужчину. Она узнает, что Харрисон погиб в тот же день, упав со скалы.
Следующий щелчок отправляет её в то время, когда она показывала Харрисону свои картины. Она предупреждает его, чтобы он держался подальше от обрыва. На этот раз, вернувшись, она узнает, что Харрисон погиб от удара током. Она снова нажимает на кнопку воспроизведения и теперь появляется на вечеринке, устроенной в Lost & Found, где они говорили о своём будущем, но ее время обрывается. Её действия изменили временную шкалу так, что Lost & Found сгорел, а Харрисон остался внутри, и у Лоры больше нет кассеты. Она навещает Купера, получает кассету из этой временной линии. Купер упоминает о том, что она не должна была его спасать, но она всё равно пытается. Харрисон всё же погиб, на этот раз в автокатастрофе вместе со своим отцом. И снова Лора нажимает на кнопку «play». Она появляется на своей художественной выставке, где говорит Харрисону, чтобы он порвал с ней и поступил в медицинскую школу. В настоящем она пытается позвонить ему, но звонок попадает на голосовую почту. Она тут же нажимает кнопку «play» и появляется в их последний важный момент: в день, когда они закончили фреску. Она упрекает его в том, что он не расстался, но Харрисон говорит, что лучше рискнуть остаться с ней, чем уйти и умереть в любом случае.
В настоящем Лора заставляет себя принять тот факт, что она не может быть с Харрисоном. Находясь у Хлои, она обнаруживает дополнительную песню на стороне В. Песня отправляет её в прошлое, в тот момент, когда они собирались встретиться в первый раз. Она решает спасти ему жизнь, не заходя в «Lost & Found». В настоящем Хлоя приглашает Лору на рождественский ужин. Хлоя замужем за своим суженым, так как изменения во временной линии были отменены. Прибывает Харрисон и знакомится с Лорой.

## В ролях
- Клара Ругор — Лора
- Льюис Пуллман — Харрисон
- Лирика Окано — Хлоя
- Кристина Чанг — миссис Нотт
- Мэтт Уолш — мистер Нотт
- Дэнни Гловер — Купер.

## Производство
Сценарий к фильму был написан Бьоркманом совместно с Джеймсом Бачелором на основе рассказа Джоша Буна. 7 октября 2019 года компания CJ Entertainment объявила, что будет продюсировать фильм, в котором главные роли исполнят Клара Ругор, Льюис Пуллман, Дэнни Гловер и Лирика Окано. В интервью Бун рассказал: «Музыка всегда была для меня волшебным ковром-самолетом в прошлое. Эта история возникла из этой идеи — музыка как путешествие во времени». Бьоркман сказал: «Музыка может быть такой неотъемлемой частью жизни человека. Что может быть лучше для путешествия в прошлое, чем саундтрек вашей юности?». Съёмки начались в том же месяце на Гавайях. К маю 2020 года фильм находился на стадии пост-продакшена, над ним работали музыкальный супервайзер Сизон Кент и монтажер Патрик Дж. Дон Вито. Фильм стал режиссёрским дебютом Бьоркмана в полнометражном кино.
В ноябре 2021 года компания The Avenue приобрела права на распространение фильма. Премьера фильм в США в кинотеатрах и на цифровых носителях состоялась 24 июня 2022 года.

## Критика
На сайте Rotten Tomatoes фильм имеет рейтинг 65 % основанный на 17 отзывах, со средней оценкой 5.90/10.